# Seleção Brasileira de Futebol Masculino nos Jogos Olímpicos de Verão de 2016
A Seleção masculina de futebol do Brasil participou dos Jogos Olímpicos de Verão de 2016 em busca do único título até então restante para a galeria de conquistas do país, a medalha de ouro olímpica. Com a vitória por pênaltis diante da Alemanha na decisão no estádio do Maracanã, a equipe comemorou a chegada ao topo do pódio. A conquista se transformou em tema de monografia e rendeu a indicação do time ao Prêmio Laureus do Esporte Mundial de melhor equipe.

## Jogadores
O Brasil contou com os seguintes atletas:
| Camisa | Nome do jogador | Posição   | Time em que jogava | Gols marcados |
| ------ | --------------- | --------- | ------------------ | ------------- |
| 1      | Weverton        | Goleiro   | Athletico-PR       |               |
| 2      | Zeca            | Lateral   | Santos             |               |
| 3      | Rodrigo Caio    | Zagueiro  | São Paulo          |               |
| 4      | Marquinhos      | Zagueiro  | PSG                | 1             |
| 5      | Renato Augusto  | Meia      | Beijing Guoan      |               |
| 6      | Douglas Santos  | Lateral   | Atlético-MG        |               |
| 7      | Luan            | Atacante  | Grêmio             | 3             |
| 8      | Rafinha         | Meia      | Barcelona          |               |
| 9      | Gabriel Barbosa | Atacante  | Santos             | 2             |
| 10     | Neymar          | Meia      | Barcelona          | 4             |
| 11     | Gabriel Jesus   | Atacante  | Palmeiras          | 3             |
| 12     | Walace          | Volante   | Grêmio             |               |
| 13     | William         | Lateral   | Internacional      |               |
| 14     | Luan Garcia     | Zagueiro  | Vasco              |               |
| 15     | Rodrigo Dourado | Meia      | Internacional      |               |
| 16     | Thiago Maia     | Meia      | Santos             |               |
| 17     | Felipe Anderson | Atacante  | Lazio              |               |
| 18     | Uilson          | Goleiro   | Atlético-MG        |               |
|        |                 |           |                    |               |
| —      | Rogério Micale  | Treinador | —                  | —             |

## Jogos

### Fase de grupos
| 4 de agosto | Brasil | 0 – 0        | África do Sul | Estádio Nacional, Brasília                       |
| 16:00       |        | FIFA RIO2016 |               | Público: 69 389 Árbitro: ESP Antonio Mateu Lahoz |

| 7 de agosto | Brasil | 0 – 0        | Iraque | Estádio Nacional, Brasília                  |
| 22:00       |        | FIFA RIO2016 |        | Público: 65 829 Árbitro: ROU Ovidiu Hațegan |

| 10 de agosto | Dinamarca | 0 – 4        | Brasil                                          | Arena Fonte Nova, Salvador                   |
| 22:00        |           | FIFA RIO2016 | Gabriel 26', 80' · Gabriel Jesus 40' · Luan 50' | Público: 41 067 Árbitro: IRI Alireza Faghani |

### Quarta de final
| 13 de agosto | Brasil                | 2 – 0        | Colômbia | Arena Corinthians, São Paulo              |
| 22:00        | Neymar 12' · Luan 83' | FIFA RIO2016 |          | Público: 41 560 Árbitro: TUR Cüneyt Çakır |

### Semifinal
| 17 de agosto | Brasil                                                                      | 6 – 0        | Honduras | Estádio Maracanã, Rio de Janeiro            |
| 13:00        | Neymar 1', 90+1' (pen) · Gabriel Jesus 26', 35' · Marquinhos 51' · Luan 79' | FIFA RIO2016 |          | Público: 52 457 Árbitro: ROU Ovidiu Hațegan |

### Final
| 20 de agosto | Brasil     | 1 – 1 (pro)  | Alemanha  | Estádio Maracanã, Rio de Janeiro |
| 17:30        | Neymar 26' | FIFA RIO2016 | Meyer 59' | Público: 63 707 Árbitro: IRI Alireza Faghani Assistente1: IRI Reza Sokhandan Assistente2: IRI Mohammadreza Mansouri 4º Árbitro: SEN Malang Diedhiou 5º Árbitro: SEN Djibril Camara |

|                                               |       | Penalidades                        |  |
| Renato Augusto Marquinhos Rafinha Luan Neymar | 5 – 4 | Ginter Gnabry Brandt Süle Petersen |  |

| Brasil | Alemanha |

| G              | 1  | Weverton         |     |     |
| LD             | 2  | Zeca             | 30' |     |
| Z              | 3  | Rodrigo Caio     |     |     |
| Z              | 4  | Marquinhos       |     |     |
| LE             | 6  | Douglas Santos   |     |     |
| V              | 12 | Walace           |     |     |
| V              | 5  | Renato Augusto   |     |     |
| M              | 7  | Luan             |     |     |
| A              | 10 | Neymar           |     |     |
| A              | 9  | Gabigol          | 44' | 70' |
| A              | 11 | Gabriel Jesus    |     | 95' |
| Substituições: |    |                  |     |     |
| V              | 8  | Rafael Alcântara |     | 95' |
| M              | 17 | Felipe Anderson  |     | 70' |
| Treinador:     |    |                  |     |     |
| Rogério Micale |    |                  |     |     |

| G              | 1  | Timo Horn         |     |     |
| LD             | 2  | Jeremy Toljan     |     |     |
| Z              | 3  | Lukas Klostermann |     |     |
| Z              | 4  | Matthias Ginter   |     |     |
| LE             | 6  | Sven Bender       | 81' |     |
| V              | 5  | Niklas Süle       | 89' |     |
| V              | 7  | Max Meyer         |     |     |
| M              | 8  | Lars Bender       |     | 67' |
| M              | 9  | Davie Selke       | 49' | 76' |
| A              | 11 | Julian Brandt     |     |     |
| A              | 17 | Serge Gnabry      |     |     |
| Substituições: |    |                   |     |     |
|                | 16 | Grischa Prömel    | 78' | 67' |
|                | 18 | Nils Petersen     |     | 76' |
| Treinador:     |    |                   |     |     |
| Horst Hrubesch |    |                   |     |     |

### Maiores públicos
| Nº | Público | Seleção   | Placar      | Seleção       | Estádio             | Data         | Fase      |
| -- | ------- | --------- | ----------- | ------------- | ------------------- | ------------ | --------- |
| 1  | 69 389  | Brasil    | 0–0         | África do Sul | Estádio Nacional    | 4 de agosto  | 1ª rodada |
| 2  | 65 289  | Brasil    | 0–0         | Iraque        | Estádio Nacional    | 7 de agosto  | 2ª rodada |
| 3  | 63 707  | Brasil    | 1–1 (5–4 p) | Alemanha      | Estádio do Maracanã | 20 de agosto | Final     |
| 4  | 52 457  | Brasil    | 6–0         | Honduras      | Estádio do Maracanã | 17 de agosto | Semifinal |
| 5  | 41 560  | Brasil    | 2–0         | Colômbia      | Arena Corinthians   | 13 de agosto | Quartas   |
| 6  | 41 067  | Dinamarca | 0–4         | Brasil        | Arena Fonte Nova    | 10 de agosto | 3ª rodada |